# Фірлюк африканський
Фірлюк африканський (Mirafra africana) — вид горобцеподібних птахів родини жайворонкових (Alaudidae). Мешкає в Африці на південь від Сахари. Виділяють низку підвидів.

## Опис
Довжина птаха становить 15-18 см, з яких від 5,8 до 7,1 см припадає на хвіст. Довжина дзьоба становить 1,8 до 2,3 см. Середня вага становить 40–44 г. Виду не притаманний статевий диморфізм, хоча самці дещо більші і важчі за самиць.
Забарвлення птаха різниться в залежності від підвиду. Верхня частина тіла може бути каштановою, сірувато-коричневою, рудою або охристою, на спині світлі смужки. Нижня частина спини, і особливо надхвістя помітно темніші. На голові короткий гострий чуб, над очима світлі "брови". Крила і махові пера рудуваті, покривні пера охристі або, як у підвида M. a. grisescens, сіруваті. Хвіст темно-коричневий, крайні стернові пера охристі або руді. Горло і груди рудуваті, поцятковані бурими плямками. Живіт світлий, рудуватий або охристий, боки дещо темніші. Очі світло-карі, лапи рожеві або рожевувато-коричневі, дзьоб рожевуватий.

## Підвиди
Виділяють двадцять три підвиди:
- M. a. henrici Bates, GL, 1930 — Гвінея, Сьєрра-Леоне, Ліберія, Кот д'Івуар;
- M. a. batesi Bannerman, 1923 — центральна Нігерія, південно-східний Нігер, західний Чад;
- M. a. stresemanni Bannerman, 1923 — північ центрального Камеруну;
- M. a. bamendae Serle, 1959 — західний Камерун;
- M. a. kurrae Lynes, 1923 — західний Судан;
- M. a. tropicalis Hartert, E, 1900 — східна Уганда, західна Кенія, північно-західна Танзанія;
- M. a. sharpii Elliot, DG, 1897 — північний захід Сомалі;
- M. a. ruwenzoria Kinnear, 1921 — схід ДР Конго, північний захід Уганди;
- M. a. athi Hartert, E, 1900 — центральна і південна Кенія, північно-східна Танзанія;
- M. a. harterti Neumann, 1908 — південь центральної Кенії;
- M. a. malbranti Chapin, 1946 — Габон, Республіка Конго, південь ДР Конго;
- M. a. chapini Grant, CHB & Mackworth-Praed, 1939 — південний схід ДР Конго, північно-західна Замбія;
- M. a. occidentalis (Hartlaub, 1857) — західна Ангола;
- M. a. kabalii White, CMN, 1943 — північно-східна Ангола, північно-західна Замбія;
- M. a. gomesi White, CMN, 1944 — східна Ангола, західна Замбія;
- M. a. grisescens Sharpe, 1902 — західна Замбія, північна Ботсвана, північний захід Зімбабве;
- M. a. pallida Sharpe, 1902 — південно-західна Ангола, північно-західна Намібія;
- M. a. ghansiensis (Roberts, 1932) — східна Намібія, західна Ботсвана;
- M. a. nigrescens Reichenow, 1900 — північно-східна Замбія, південна Танзанія;
- M. a. isolata Clancey, 1956 — південний схід Малаві;
- M. a. nyikae Benson, 1939 — східна Замбія, північне Малаві, південно-західна Танзанія;
- M. a. transvaalensis Hartert, E, 1900 — Мозамбік, північ ПАР;
- M. a. africana Smith, A, 1836 — південний схід ПАР.

## Поширення і екологія
Африканські фірлюки мешкають на відкритих трав'яних рівнинах, на луках і полях, в саванах, порослих чагарниками і акаціями. Живуть як в долинах, так і в гірських районах на висоті до 3000 м над рівнем моря.

## Поведінка
Африканські фірлюки харчуються комахами та іншими безхребетними, а також насінням трав, особливо взимку. Це осілі, територіальні і моногамні птахи. Початок сезону розмноження різниться в залежності від широти; в Південній Африці він триває з листопада по січень. Гніздо чашоподібне, розміщуєтьмя на землі, додатково накривається трав'яним куполом. в кладці 2-3 (рідше 4 яйця). Вони білого, кремового або рожевого кольору, поцятковані темними плімками. Інкубаційний період триває 14-15 днів, пташенята покидають гніздо на 12 день.

## Галерея

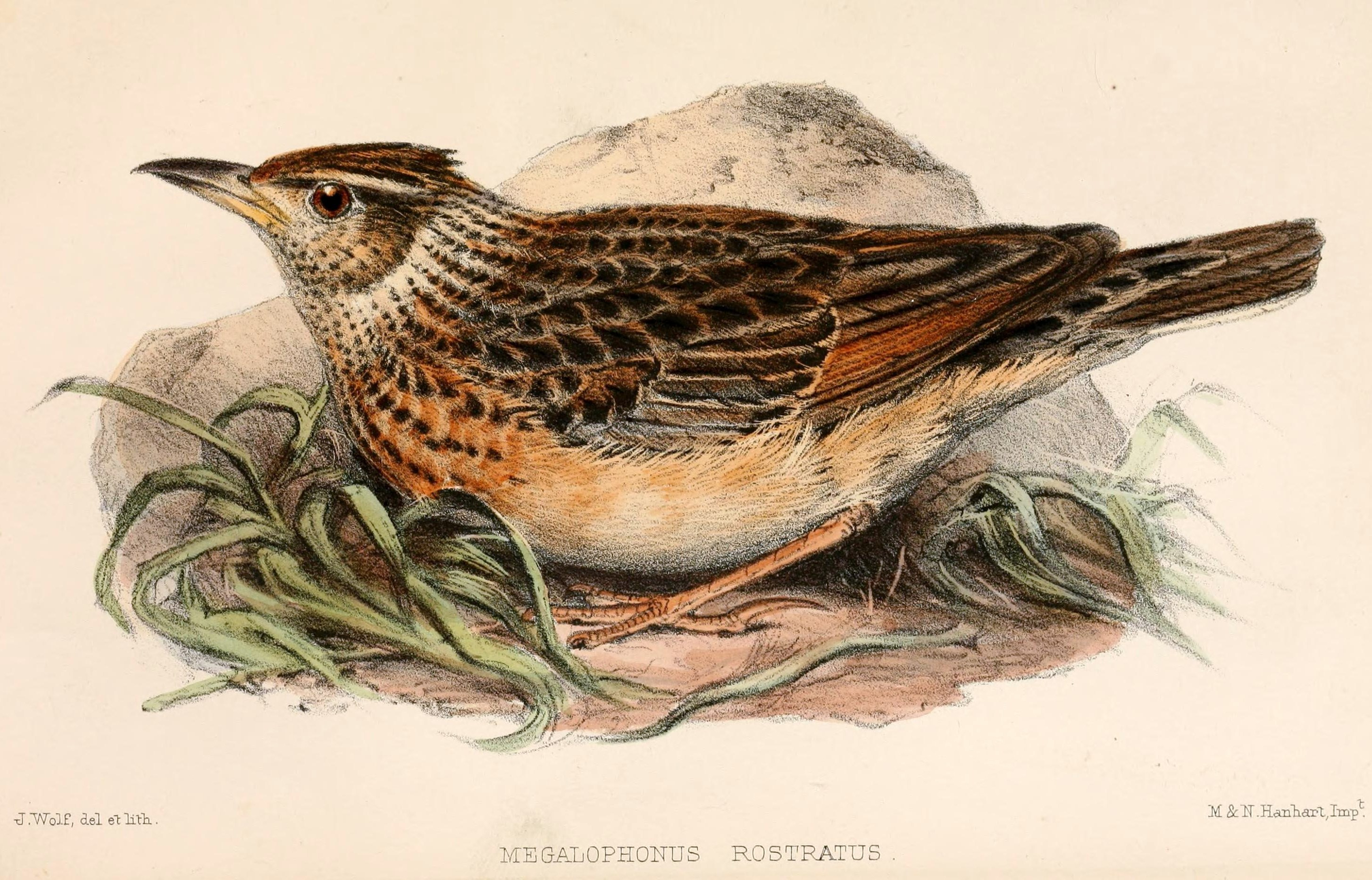
Малюнок африканського фірлюка номінативного підвиду
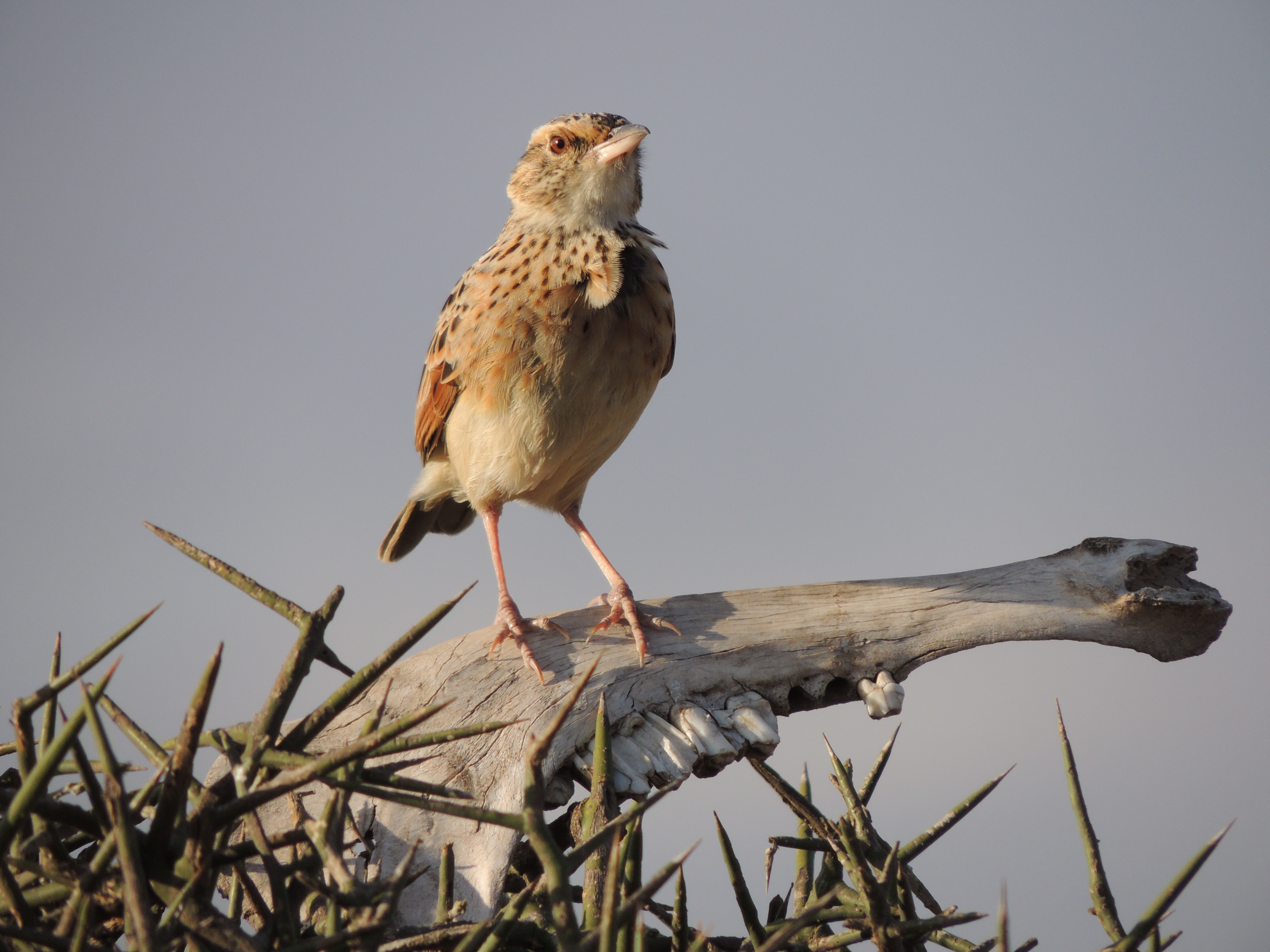
Африканський фірлюк (Кенія)
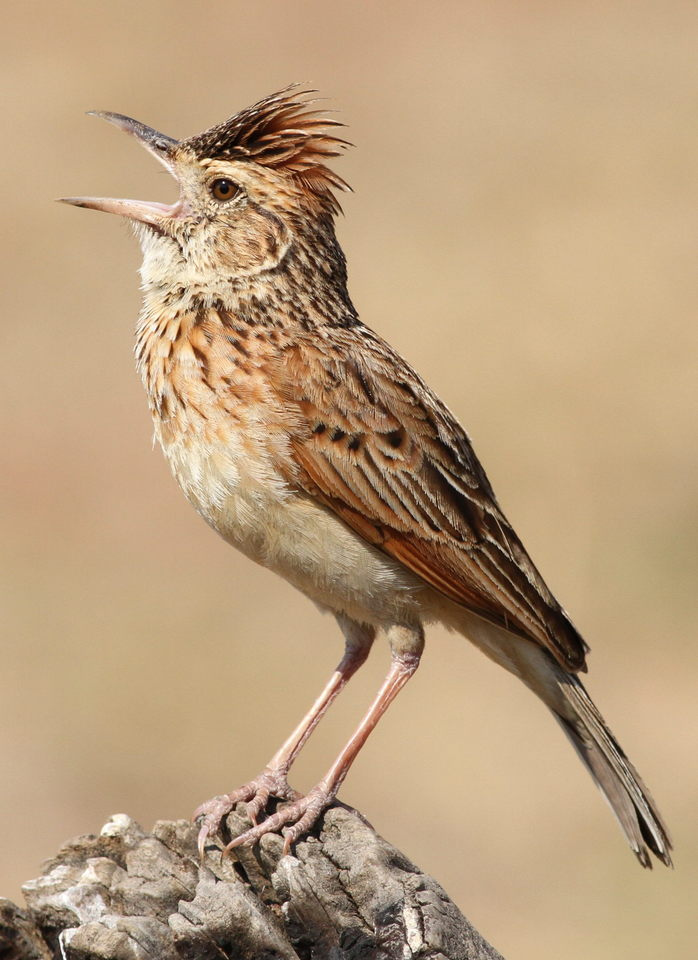
Африканський фірлюк
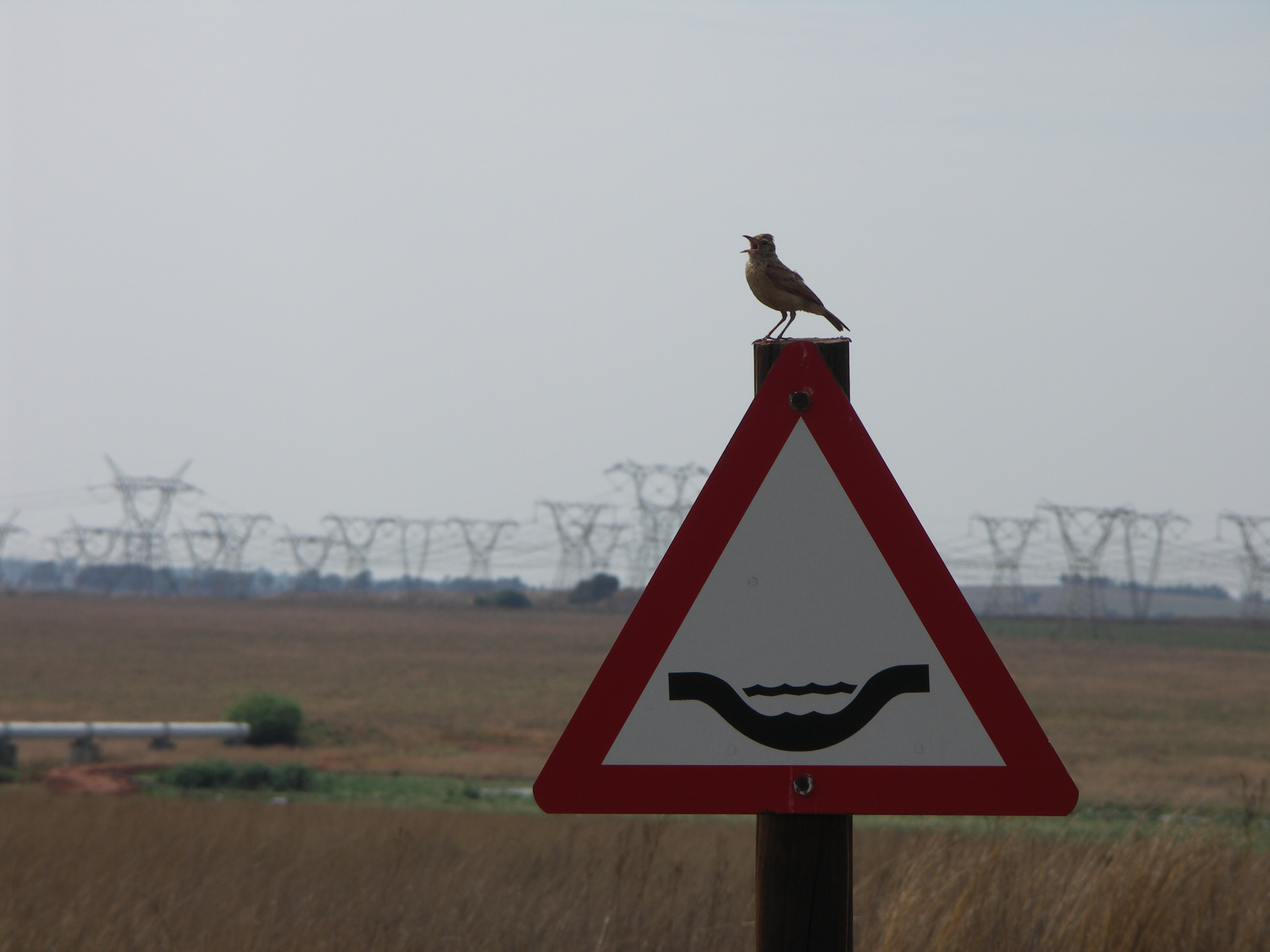
Африканський фірлюк (ПАР)